# La ninfa sorpresa
La ninfa sorpresa (in francese: La nymphe surprise; in spagnolo: La ninfa sorprendida) è un dipinto realizzato da Édouard Manet tra il 1859 e il 1861. Oggi la tela è esposta al museo delle belle arti dell'Argentina di Buenos Aires.
La compagna del pittore, Suzanne Leenhoff, vi è raffigurata con l'aspetto di una ninfa.

## Storia
L'opera venne dipinta in un momento chiave della carriera di Manet, quando dopo essere passato dallo studio di Couture (dove aveva realizzato varie copie delle tele dei maestri antichi) viaggiò in Italia e nel 1858 si iscrisse alla consultazione del gabinetto delle stampe della biblioteca nazionale di Francia. Questa tela è considerata il primo grande quadro sperimentale manetiano che riprende dei modelli della grande pittura italiana e olandese del sedicesimo e del diciassettesimo secolo.
La modella fu probabilmente Suzanne Leenhoff, l'olandese che lavorava allora come insegnante di pianoforte per la famiglia Manet e che l'artista sposò nel 1863. Secondo Barskaja, questo dipinto venne completato e inviato dall'artista all'esposizione dell'accademia russa di belle arti con il titolo Ninfa e satiro (Nymphe et Satyre).
Nel 1867, l'artista lo espose nella mostra personale che organizzò in Avenue de l'Alma dopo essere stato rifiutato all'esposizione universale. Infine, con il titolo Ninfa (Nymphe), figurava nella lista che Manet stilò nel 1871 delle sue 25 opere migliori invendute. Rimase di proprietà dell'artista fino alla sua morte. Dopo la morte dell'artista, Paul Eudel menziona l'opera in occasione della mostra di vendita all'Hôtel Drouot, con il titolo Betsabea al bagno (Bethsabé au bain).

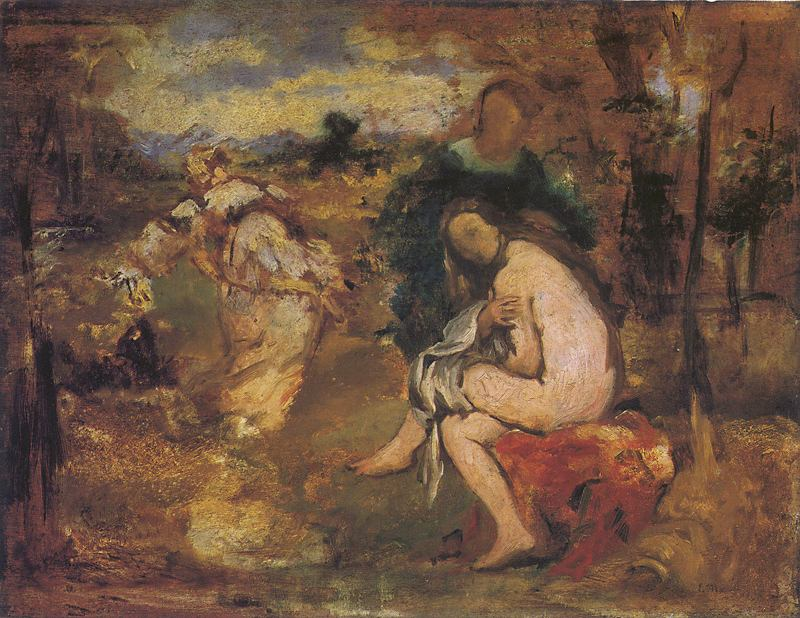
Lo studio conservato a Oslo.

Antonin Proust, nei suoi Souvenirs de Manet pubblicati ne La revue blanche nel 1897, precisa che quest'opera venne concepita in principio come un grande dipinto raffigurante Mosè salvato dalle acque (Moïse sauvé des eaux), poi ritagliato dall'artista per conservare solo la figura nuda in primo piano, che chiamò La ninfa sorpresa. Questa affermazione venne avvalorata dallo studio del bozzetto di 35 x 46 centimetri conservato alla galleria nazionale di Oslo nel quale appare la figura nuda della ninfa accompagnata da un'altra figura femminile vestita che sembra pettinarsi i capelli, mentre a sinistra un'altra donna, piegata in una posa strana, sembra raccogliere un oggetto scuro nel letto di un fiume.
Infine, degli studi tecnici effettuati tra il 1956 e il 1982 a Buenos Aires da Juan Corradini rivelarono l'esistenza di pentimenti che legano chiaramente la ninfa allo schizzo di Oslo. Degli altri studi ai raggi infrarossi dello stesso Corradini confermarono alfine, nel 1983, la presenza della testa di un fauno o di un satiro tra il fogliame che si individuava nelle vecchie foto. Nel 1983 Corradini ipotizzò che questa possa essere stata nascosta da Jules ed Édouard Vibert, Rudolf Leenhoff o uno dei primi restauratori.

## Descrizione

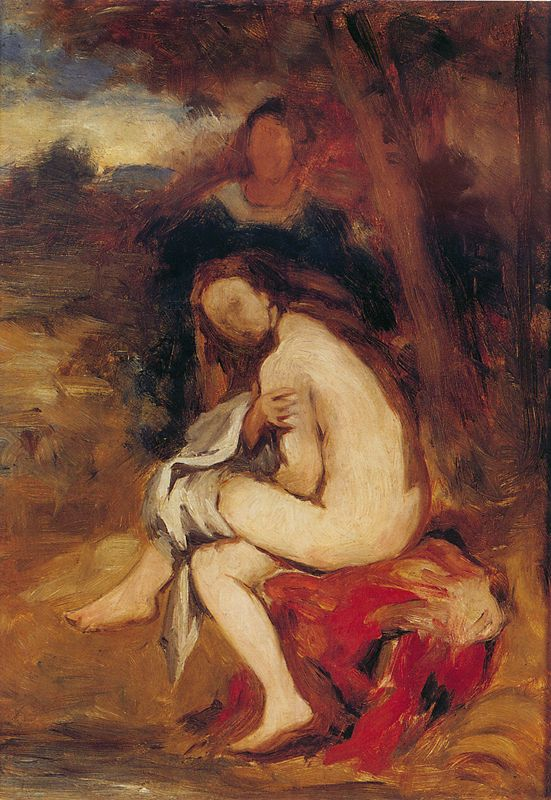
Uno studio per l'opera.

La ninfa sorpresa di Manet raffigura una donna giovane seduta in un paesaggio silvestre vicino a un lago, mentre guarda sorpresa lo spettatore. C'è un iris blu che cresce ai suoi piedi, e lei non porta nulla addosso al suo corpo eccetto per la collana di perle al collo e un anello su un suo ditino. Lo sguardo della ninfa, al contrario di quello provocante dell'Olympia del dipinto omonimo, è sorpreso e timido, come se avesse appena visto lo spettatore che la osserva, invadendo la sua riservatezza e disturbandola.
Molti autori pensano che la composizione sia simile al quadro Susanna e i vecchioni di Rembrandt, prendendo in considerazione che il nome della modella è Suzanne, che lei era neerlandese e che la posa della figura è identica a quella del dipinto. D'altro canto, Françoise Cachin afferma che Manet si ispirò probabilmente al quadro del 1704 di Jean-Baptiste Santerre sullo stesso soggetto, facendo notare la posizione del braccio e il trattamento del materiale. Il quadro è stato anche paragonato a un affresco di Giulio Romano sul tema di Betsabea al bagno al palazzo Te, che Manet potrebbe aver conosciuto grazie a delle incisioni francesi, o a un'incisione di Marcantonio Raimondi chiamata Ninfa e satiro.